# Завитая (приток Инструча)
Завитая (нем. Kerb-Bach, до 1938 года — нем. Kerstupe) — река в Калининградской области России. Течёт по территории Гусевского и Черняховского районов. Устье реки находится в 33 км по левому берегу реки Инструч. Длина реки — 11 км, площадь водосборного бассейна — 21,6 км².

## Данные водного реестра
По данным государственного водного реестра России относится к Балтийскому бассейновому округу, водохозяйственный участок реки — Преголя. Относится к речному бассейну реки Неман и рекам бассейна Балтийского моря (российская часть в Калининградской области).
Код объекта в государственном водном реестре — 01010000212104300010008.